# Сошенко, Тимофей Трофимович
Тимофе́й Трофимович Соше́нко (1906, Харьков — не ранее 1954) — советский футбольный судья. Судья всесоюзной категории (10.12.1938).
28 июля 1939 года впервые обслуживал матч первенства страны между командами «Сталинец» (Ленинград) и «Металлург» (Москва) (0:1).

## Судейская статистика
| Год   | Итого   | Итого    | Высшая лига СССР | Высшая лига СССР | Первая лига СССР | Первая лига СССР | Кубок СССР | Кубок СССР |
| Год   | Главный | Помощник | Главный          | Помощник         | Главный          | Помощник         | Главный    | Помощник   |
| ----- | ------- | -------- | ---------------- | ---------------- | ---------------- | ---------------- | ---------- | ---------- |
| 1937  | 1       | —        | —                | —                | —                | —                | 1          | —          |
| 1939  | 4       | —        | 4                | —                | —                | —                | —          | —          |
| 1940  | 9       | —        | 6                | —                | 3                | —                | —          | —          |
| 1941  | 3       | —        | 3                | —                | —                | —                | —          | —          |
| 1945  | 16      | —        | 16               | —                | —                | —                | —          | —          |
| 1952  | —       | 1        | —                | —                | —                | —                | —          | 1          |
| 1953  | —       | 2        | —                | 2                | —                | —                | —          | —          |
| 1954  | —       | 3        | —                | 3                | —                | —                | —          | —          |
| ИТОГО | 33      | 6        | 29               | 5                | 3                | —                | 1          | 1          |